# テレーズ・シュヴァルツェ
テレーズ・シュヴァルツェ（Thérèse Schwartze、1851年12月20日 - 1918年12月23日）は、オランダの画家である。おもに肖像画を描いた。

## 略歴
アムステルダムで生まれた。父親のヨハン・ゲオルグ・シュヴァルツェ(Johann Georg Schwartze: 1814-1874)はアムステルダム生まれであるが、3歳から20歳までアメリカで育った人物で、その後デュッセルドルフ美術アカデミーなどで絵を学び、風景画家になった人物である。芸術家の一家で、妹のジョルジーヌ・シュヴァルツェ(Georgine Schwartze: 1854-1935)は彫刻家になり、弟のジョージ・ワシントン・シュヴァルツェ(George Washington Schwartze: 1857-1909)も画家になった。テレーズ・シュヴァルツェは父親から絵を学び、1873年から1875年の間、アムステルダム国立美術アカデミー(Rijksakademie van beeldende kunsten)で学んだ 。その後、ミュンヘンでガブリエル・フォン・マックスやフランツ・フォン・レンバッハに学んだ。1879年にパリに移りジャン＝ジャック・エンネルのもとでも修行した。アムステルダムに戻った後、アムステルダムの美術家団体「Arti et Amicitiae（芸術と友情）」の会員になった。
肖像画家として評価されるようになり1881年にオランダ王室のメンバーの肖像画を描いた。1904年にデュッセルドルフ美術館で開かれたた国際美術展に作品を出展した。1906年にアムステルダムの新聞「Algemeen Handelsblad」の編集人、アントン・ファン・デュイル(Anton van Duyl)と結婚した
。1918年7月に夫が亡くなった後、健康を崩し、その年の暮れ、アムステルダムで亡くなった。
亡くなった半年後、テレーズ・ファン・デュイル＝シュヴァルツェ財団(Thérèse van Duyl-Schwartze Stichting) が設立され、1920年から肖像画家に贈られる「テレーズ・シュヴァルツェ賞(Thérèse Schwartze Prijs)」が創設された。

## 作品

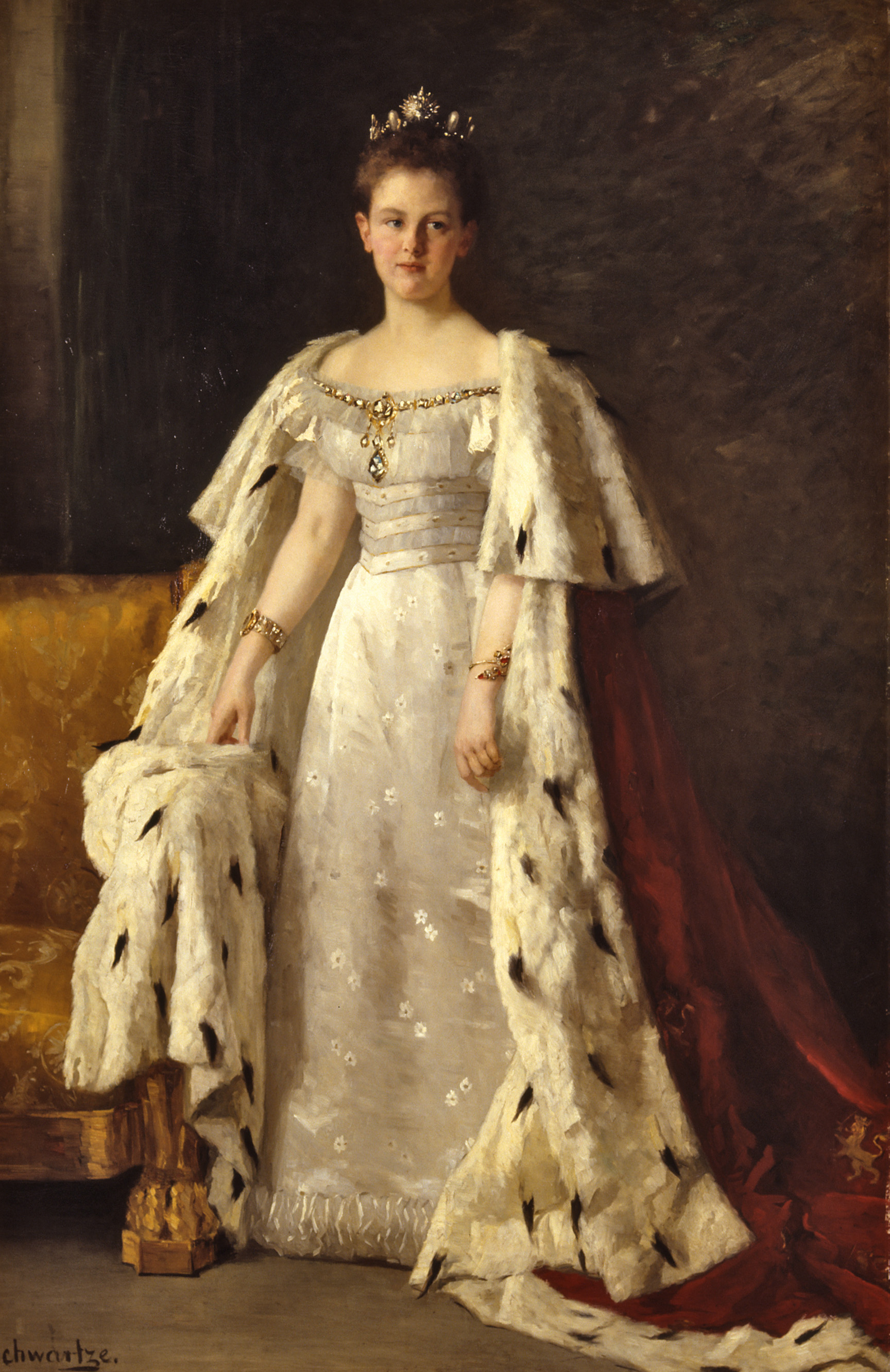
ウィルヘルミナ (オランダ女王) (1898) House of Orange-Nassau Historic Collections Trust
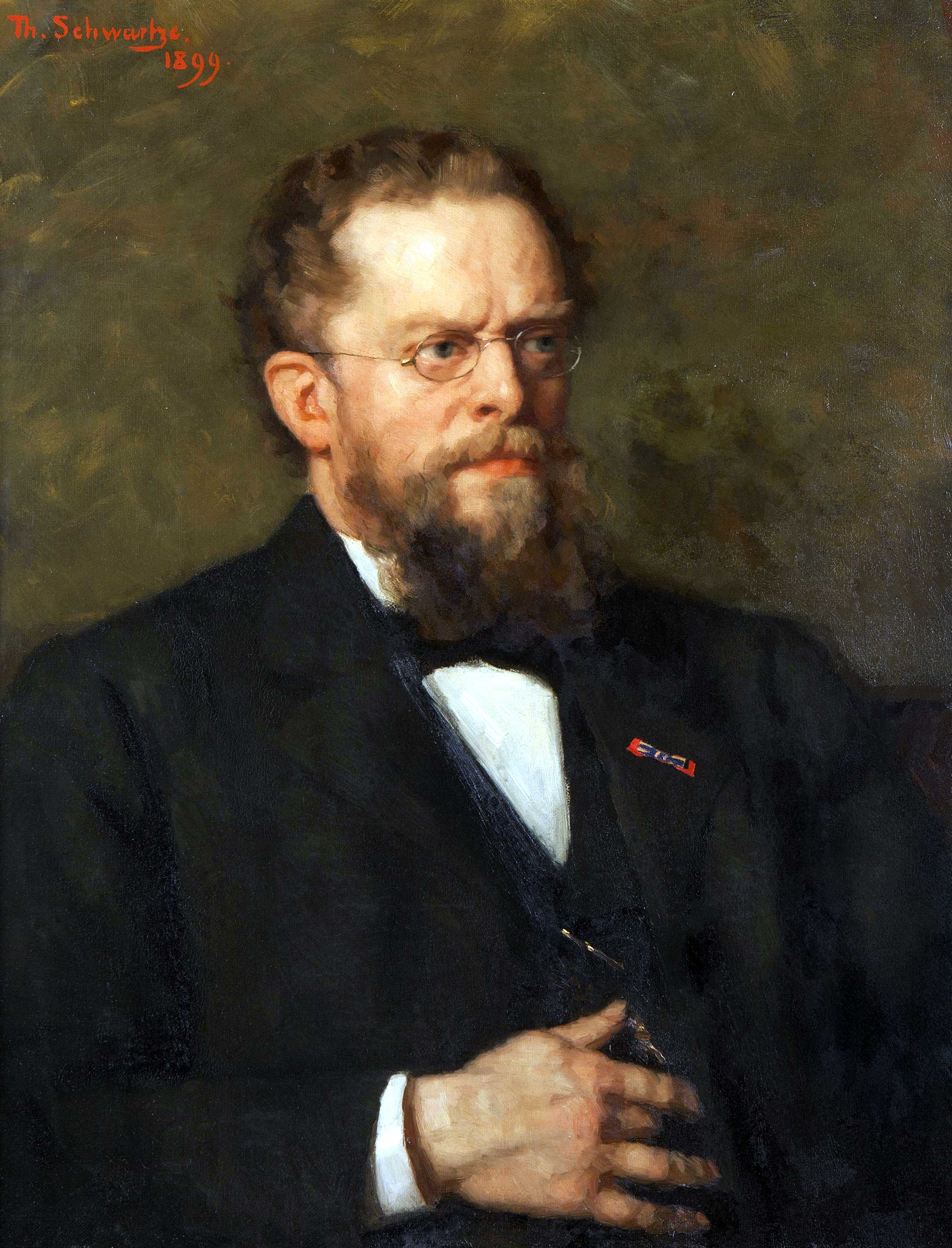
Antoine Paul Nicolas Franchimont（化学者）の肖像画 (1899)
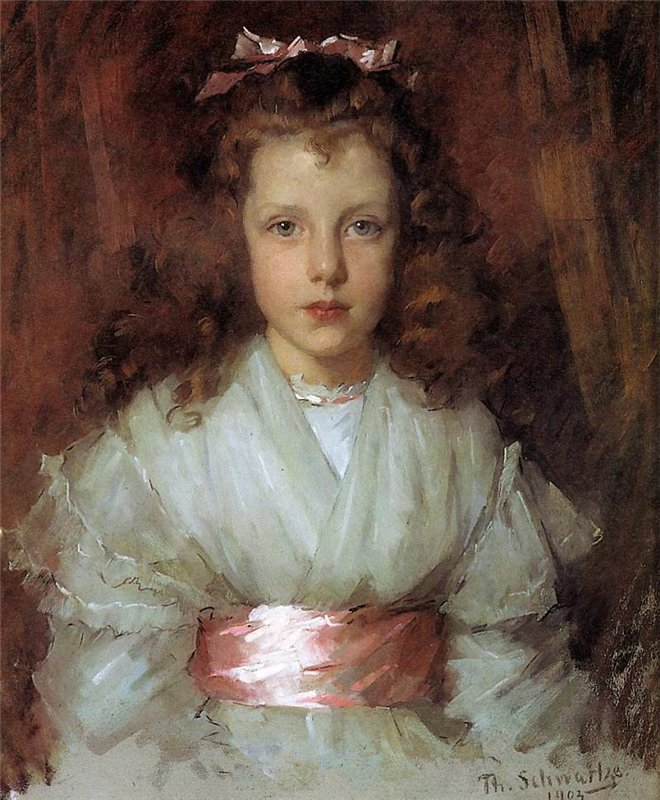
肖像画 (1903)、個人蔵
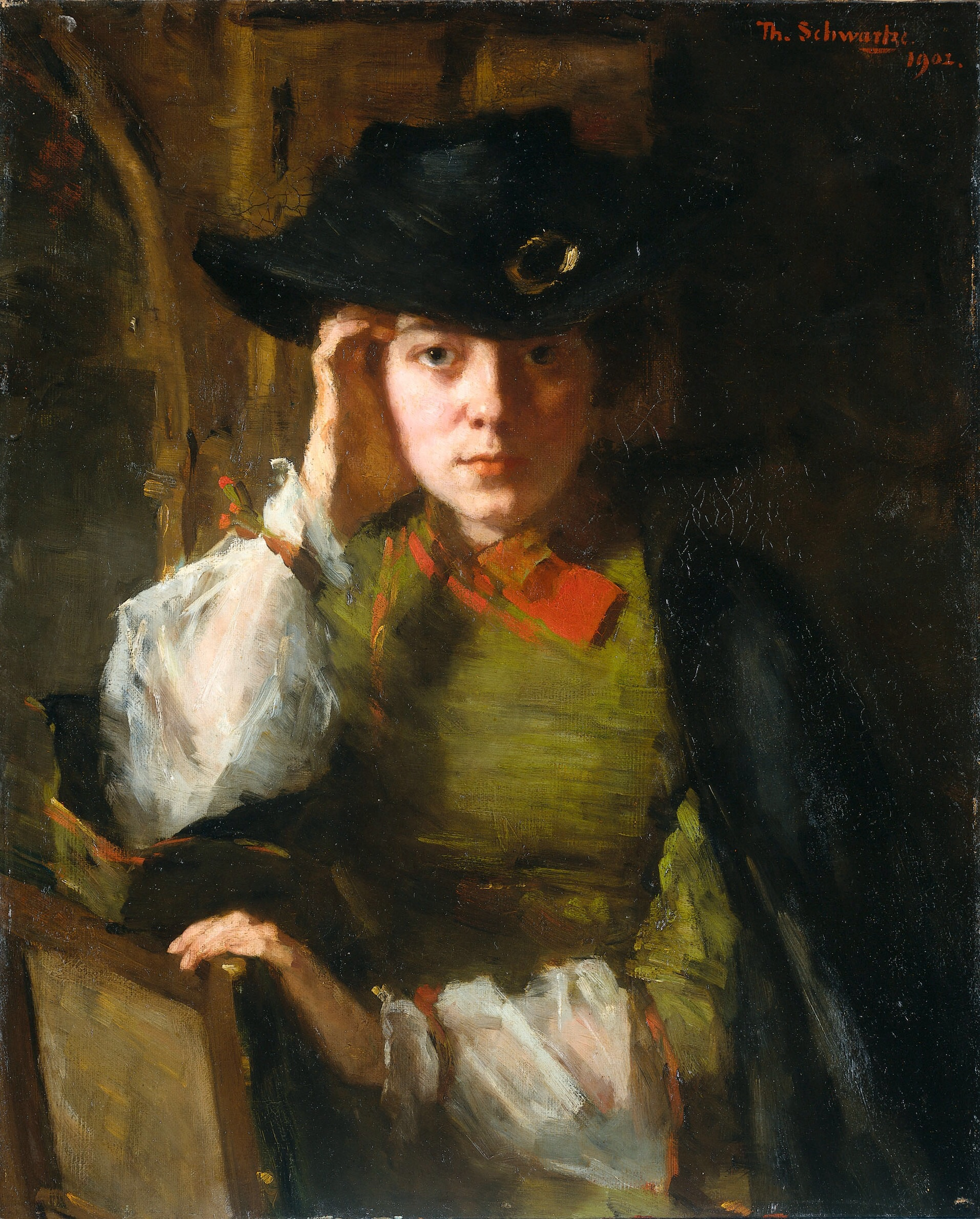
Lizzy Ansingh（画家）の肖像画 (1902) アムステルダム国立美術館